# Rastislav Michalík
Rastislav Michalík (Staškov, 14 gennaio 1974) è un ex calciatore slovacco, di ruolo centrocampista.

## Carriera

### Club
Dopo aver giocato al Dukla Banská Bystrica, si trasferisce nella vicina Repubblica Ceca dove veste le maglie di Trenčín, Dukla Příbram, Slovan Liberec e Sparta Praga, vincendo la seconda divisione (1997), due Coppe nazionali (2000 e 2004) e due titoli cechi (2003 e 2005). In seguito vive brevi esperienze tra Turchia e Austria prima di andare a chiudere la carriera in patria, nel 2008.

### Nazionale
Esordisce il 6 febbraio 2002 contro l'Iran (2-3). Convocato fino al 2005, vanta 20 presenze con la Nazionale slovacca.

## Palmarès

### Club

#### Competizioni nazionali
- Druhá liga: 1

Příbram: 1996-1997
- Coppa della Repubblica Ceca: 2

Slovan Liberec: 1999-2000
Sparta Praga: 2003-2004
- Campionato ceco: 2

Sparta Praga: 2002-2003, 2004-2005